# کونلو

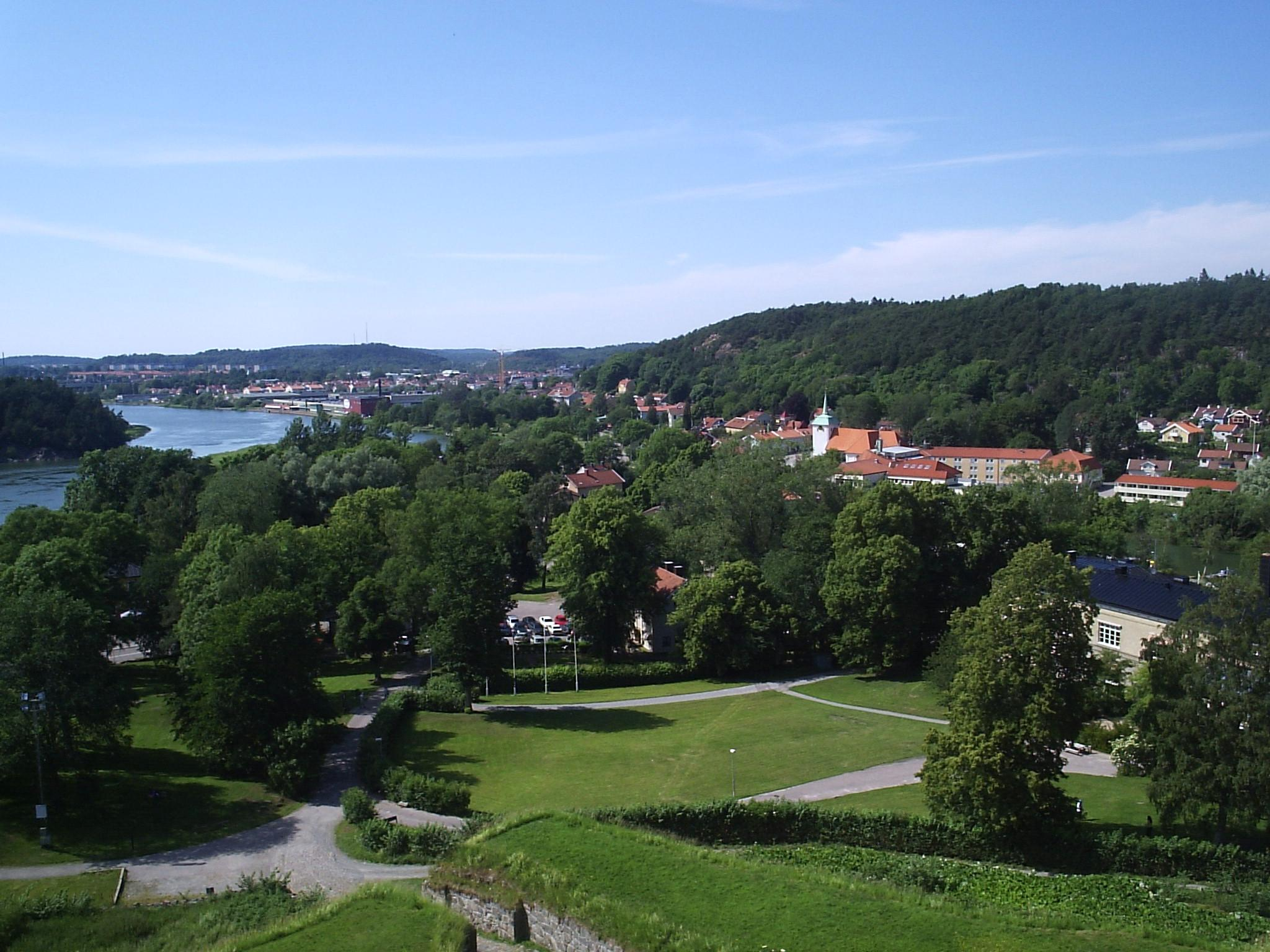

شهر کونلو (به سوئدی: Kungälv) در ناحیه شهری کونلو در کشور سوئد واقع شده‌است. جمعیت این شهر ۱۹۲۸٫۴۴  نفر است.